# Kronprinzenbrücke
Die Kronprinzenbrücke ist eine Straßenbrücke, die die Spree überspannt und im Berliner Bezirk Mitte die Ortsteile Mitte und Tiergarten mit dem Regierungsviertel verbindet. Das Bauwerk überführt die Konrad-Adenauer-Straße, die Fortsetzung der Reinhardtstraße, mit zwei Fahrstreifen und beidseitigen Rad- und Fußwegen. Unmittelbar an das westliche Brückenende schließen die Kindertagesstätte des Deutschen Bundestages und der Spreebogenpark an.

## Geschichte
Vorläufer war eine im Jahr 1709 unterhalb des Schönhauser Grabens errichtete hölzerne Klappbrücke, Brücke im Thiergarten oder Thiergartenbrücke genannt. Mit dem Bau der Akzisemauer in den Jahren 1734–1737 wurde der Unterbaum an diese Brücke verlegt. Die im rechten Winkel zur Tiergartenbrücke über den von der Spree abzweigenden Schönhauser Graben führende Brücke wurde als Unterbaumbrücke bezeichnet. 1828 wurde die Brücke flussaufwärts verlegt und oberhalb des Schönhauser Grabens eine neue Unterbaumbrücke, ebenfalls als hölzerne Klappbrücke, errichtet. 1877–1879 folgte der Bau einer neuen Brücke am (westlichen) Kronprinzenufer, die ihren Namen dem damaligen deutschen Kronprinzen Friedrich Wilhelm verdankte. Das Bauwerk war eine schmiedeeiserne Fachwerkbogenbrücke mit drei Öffnungen und einer Breite von 22 m. Der mittlere Bogen wies eine lichte Weite von 18,68 m auf, bei beiden äußeren Bögen waren es jeweils 15,48 m. Die Pfeiler und Widerlager bestanden aus Klinkermauerwerk, bereichsweise mit Granit verkleidet, die Fundamente aus Beton.

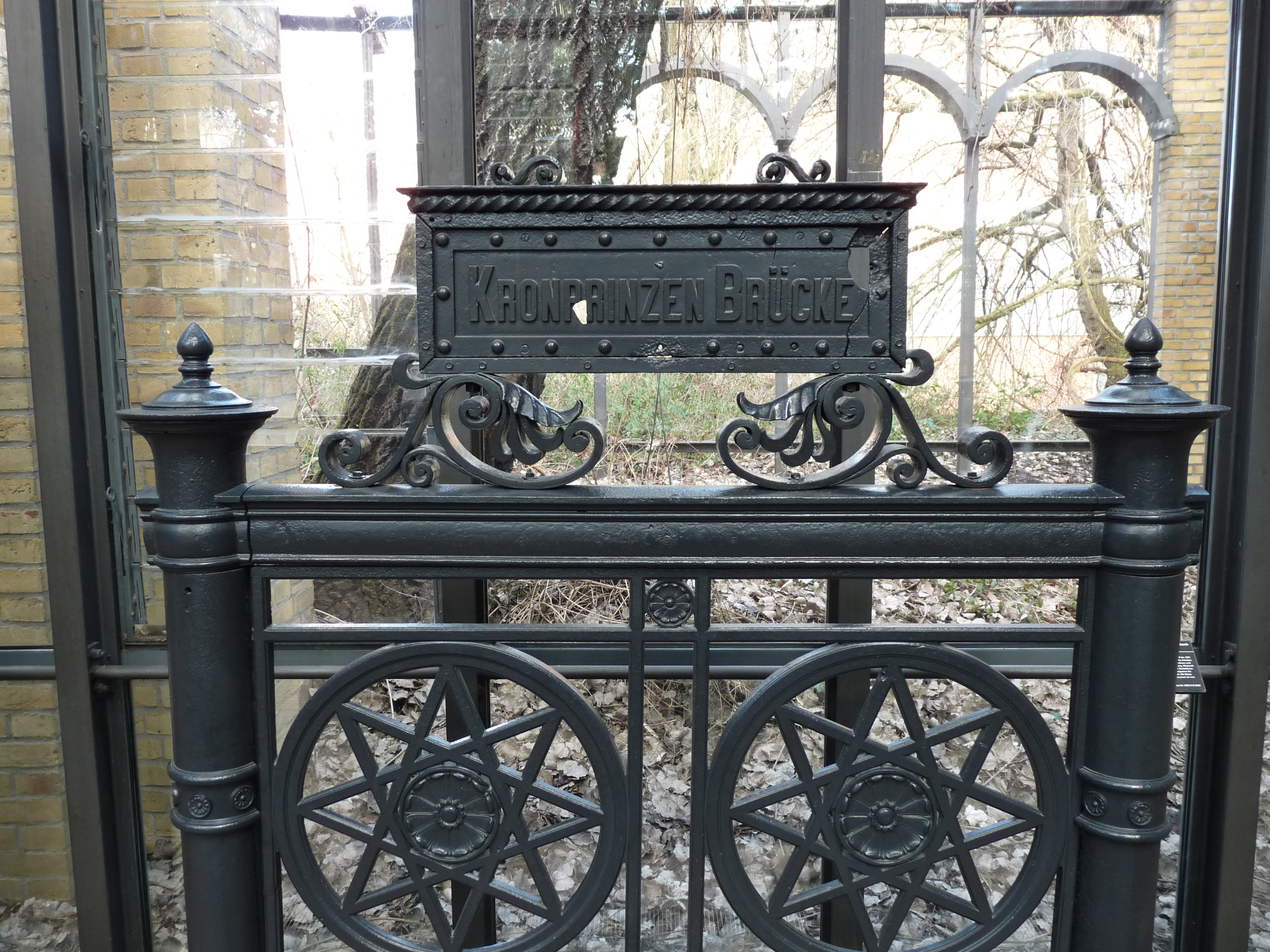
Detail der früheren Kronprinzenbrücke

Im Zweiten Weltkrieg wurde die Kronprinzenbrücke im Frühjahr 1945 schwer beschädigt und nach 1945 provisorisch wieder instand gesetzt. Mit dem Bau der Berliner Mauer im Jahr 1961 wurde die Brücke gesperrt und verlor ihre Bedeutung als Verkehrsbauwerk, da die Spree hier Sektorengrenze war. 1972 folgte der Abriss des Brückenüberbaus, die Pfeiler und Widerlager blieben stehen.

## Neubau

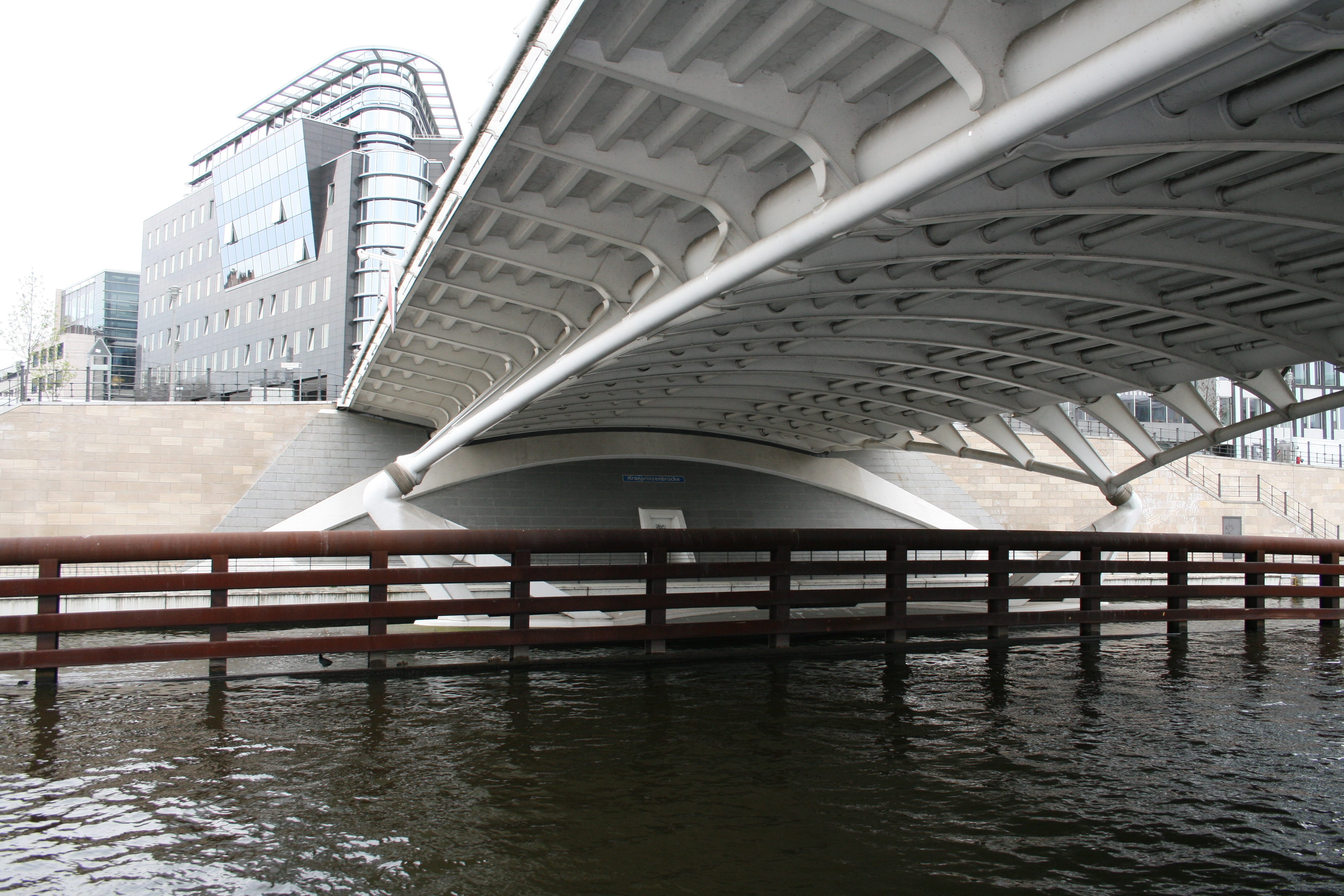
Brückenuntersicht mit trapezförmigen Längsrippen, Querträgern und Hauptrohr sowie Versorgungsleitungen

Schon im April 1991 wurde ein internationaler Realisierungswettbewerb zum Wiederaufbau der Kronprinzenbrücke ausgelobt. Den ersten Preis erhielt ein Entwurf des spanisch-schweizerischen Architekten Santiago Calatrava, der mit statischen Modifikationen verwirklicht wurde. Es war der erste Brückenneubau nach der politischen Wende über die ehemalige Sektorengrenze.

### Konstruktion

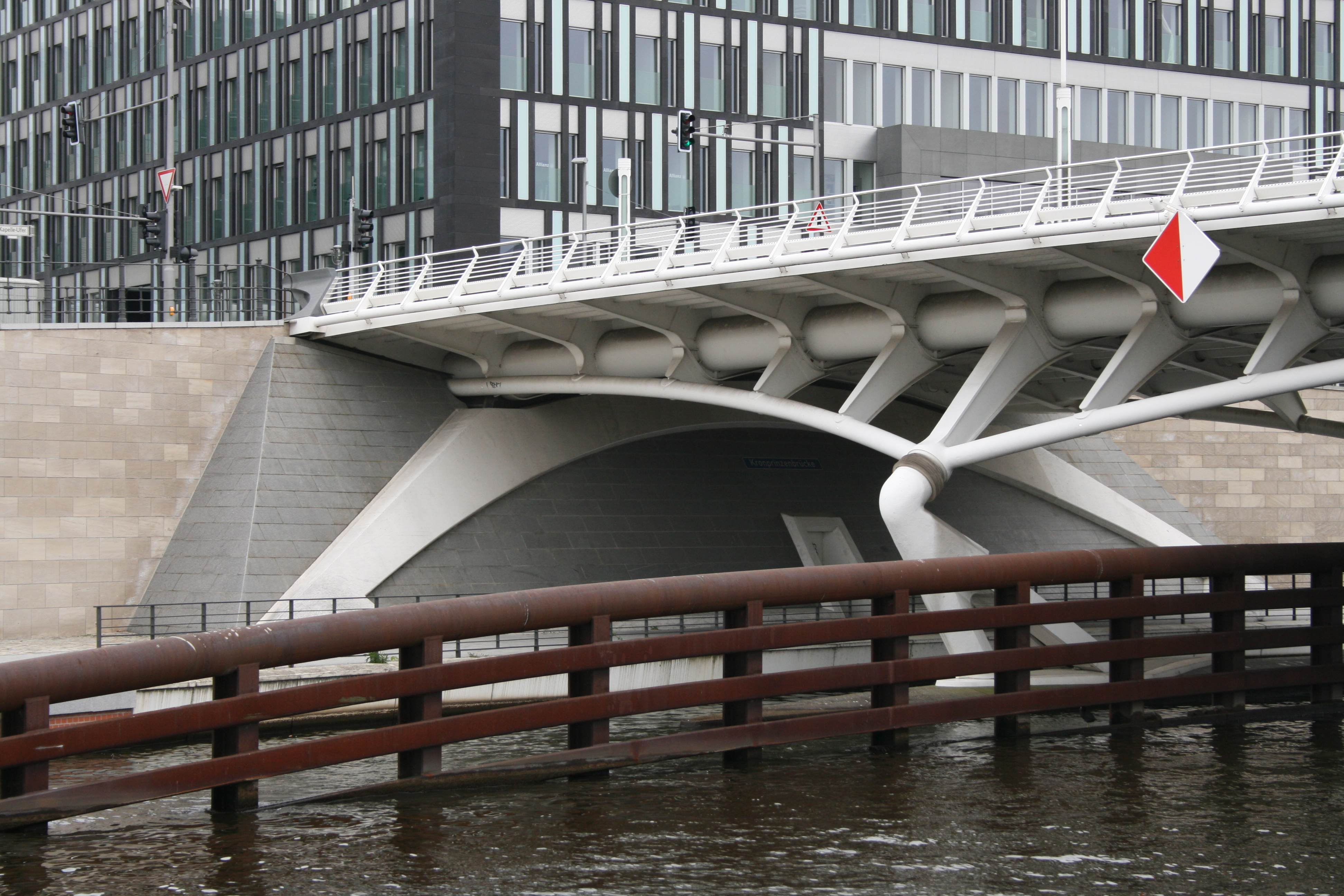
Pfeilerpyramide mit Ständern und Stahlrohrbogen

Die neue Kronprinzenbrücke ist eine filigrane, dreifeldrige Stahlbrücke mit einer Gesamtstützweite von 75,22 m. Die Hauptöffnung weist eine Stützweite von 44,0 m auf, die Randöffnungen spannen 15,61 m weit. Das Tragwerk besteht aus einer stählernen orthotropen Fahrbahnplatte, deren Querträger von zwei parallel liegenden Rohren mit 1016 mm Außendurchmesser getragen werden. Diese Hauptträger stützen sich über schräg nach außen gestellte Ständer in Abständen von 2,75 m auf jeweils einen schräg liegenden Stahlrohrbogen mit 368 mm Außendurchmesser ab. Die Zwischenpfeiler, auf denen die Stahlrohrbögen mit Kalottenlagern gelagert sind, sind bugartig als schiefe Pyramiden ausgebildet. Der Stahlrohrknoten besteht aus Stahlgussteilen. Gegründet sind die Zwischenpfeiler mit Hilfe von Pfahlkopfbalken aus Stahlbeton auf jeweils 24 Bohrpfählen mit 90 mm Durchmesser.

### Montage
Der Brückenüberbau mit einer Gesamttonnage von rund 800 t wurde in 16 Teilen mit maximal 85 t Masse größtenteils mit dem Schiff aus Belgien angeliefert und vor Ort auf einem Montageplatz zusammengeschweißt. Anschließend erfolgte das Einschieben des Überbaus auf Schwimmpontons sowie das Einschwimmen spreeaufwärts in die endgültige Lage.

### Leiteinrichtung
Der für die Auslegung von Flussbrücken relevante Schiffsstoß wurde von Calatrava nicht berücksichtigt und auch eine Schifffahrtsleiteinrichtung zur Vermeidung eines Schiffsanpralls auf die filigrane Pfeilerkonstruktion war in dem ursprünglichen Entwurf nicht vorhanden. Die Gestaltung der Konstruktion wurde Calatrava auch übertragen. Die rund 5,5 m hohen Leitwerkspfosten sind auf eine Länge von 1,7 m in 6,0 m lange Rammpfähle eingespannt. Die dicken dunkel gehaltenen Rammbalken verdecken zum Großteil den Blick auf die eigentliche Pfeilerkonstruktion des Architekten.

### Beleuchtung
Die Brückenbeleuchtung wurde von Calatrava aufwändig gestaltet. Vier hohe und zehn niedrige Beleuchtungsmaste, vierzig Lampen in den Bordsteinstufen sowie in den Geländern integrierte Lampen beleuchten die Fahrbahn. Die Brückenunterseite wird durch acht in die Brückenpfeiler integrierte Beleuchtungskörper angestrahlt.

### Baukosten
Der Brückenbau war für Baukosten von 22 Mio. DM vergeben worden. Allerdings stellte sich erst nach Vergabe heraus, dass der Entwurf Calatravas nur mit statischen und konstruktiven Änderungen realisierbar war, was schließlich zu einer Bauverzögerung von zwei Jahren führte. Die Baukosten betrugen letztlich 34 Mio. DM, bezogen auf 1790 m² Brückenfläche ergibt dies einen Betrag von rund 19.000 DM/m².

### Bauwerksschäden und Sanierung
Die als Teil des architektonischen Konzepts verbauten Beleuchtungseinrichtungen der Brücke bewährten sich im Alltag nicht, Vandalismus und Anfahrschäden führten zu deren anhaltendem Ausfall. Zur Gewährleistung der Verkehrssicherheit musste eine provisorische Fahrbahnbeleuchtung installiert werden. Eine dauerhafte Lösung für die Leuchten unter vollständiger Beibehaltung des architektonischen Entwurfes liegt bislang nicht vor. Darüber hinaus wurden im Zuge der Bauwerksprüfung Schäden an der Beschichtung sowie Korrosionsschäden festgestellt, die eine umfangreiche Instandsetzung der Brücke erfordern und zusammen mit den Instandsetzungsarbeiten der Beleuchtung erfolgen sollen. Die Kosten werden auf insgesamt rund 600.000 Euro geschätzt, davon rund 300.000 Euro für die vollständige Erneuerung der Beleuchtung.